# Le Chevalier sans loi
Pour plus de détails, voir Fiche technique et Distribution.
Le Chevalier sans loi (Le avventure di Mandrin) est un film franco-italien réalisé par Mario Soldati, sorti en 1952.

## Fiche technique
- Titre original : Le avventure di Mandrin
- Titre français : Le Chevalier sans loi
- Titre alternatif : Le Contrebandier gallant[2]
- Réalisation : Mario Soldati
- Scénario : Giorgio Bassani, Augusto Frassineti (it), Vittorio Nino Novarese et Mario Soldati
- Costumes : Vittorio Nino Novarese
- Photographie : Mario Montuori
- Montage : Renato Cinquini (it)
- Musique : Mario Nascimbene
- Pays de production : Italie, France
- Format : Noir et blanc - 1,37:1 - Mono
- Genre : aventure
- Durée : 102 minutes
- Date de sortie : 1952
- Affiche : Duccio Marvasi (France)

## Distribution
- Raf Vallone : Louis Mandrin
- Jacques Castelot : Baron de Villemure
- Silvana Pampanini : Rosetta
- Michèle Philippe : Marquise de Maubricourt
- Gualtiero Tumiati (it) : Prince Guido
- Vinicio Sofia : Stefano Vernet
- Giulio Donnini : Monsieur Pierre
- Nietta Zocchi : Dame de compagnie
- Alberto Rabagliati : Behisar
- Roland Armontel
- Pina Piovani